# Ewa Szumańska
Ewa Szumańska-Szmorlińska (ur. 20 maja 1921 w Warszawie, zm. 17 maja 2011 we Wrocławiu) – polska pisarka, reportażystka, scenarzystka filmowa, autorka słuchowisk radiowych i satyryczka.

## Życiorys
Będąc studentką podziemnego PIST-u, w czasie II wojny światowej, została zaprzysiężona jako żołnierz Armii Krajowej. Pod pseudonimem „Wanda II” służyła w grupie nr 6 kontrwywiadu Okręgu Warszawskiego przy Komendzie Głównej ZWZ AK, która zajmowała się rozpracowywaniem osób podejrzanych i ostrzeganiem sprzyjających podziemiu osób trzecich przed donosami. Uczestniczyła w powstaniu warszawskim. Zadebiutowała jako reportażystka w 1944. Była następnie jeńcem stalagu IV-B/H Zeithain.
Po wojnie studiowała historię sztuki na Uniwersytecie Jagiellońskim i Uniwersytecie Łódzkim. Uczyła się aktorstwa w studio przy Starym Teatrze w Krakowie, pod koniec lat 40. występowała w teatrach krakowskich, łódzkich i wrocławskich. Debiutowała na scenie w 1946, w prasie w 1947, w radiu w 1948, w literaturze w 1963.
Od 1958 była współautorką programu „Studio 202” w Polskim Radio Wrocław; była wieloletnim współtwórcą Programu III Polskiego Radia, znana m.in. z popularnej serii skeczy „Z pamiętnika młodej lekarki”. Do października 2010 była także felietonistką „Tygodnika Powszechnego”.
Po wprowadzeniu stanu wojennego została zmuszona do odejścia z Polskiego Radia, gdy „nie wyraziła skruchy” przed komisją weryfikacyjną i kwestionowała kompetencje jej członków do oceny dziennikarzy. Teksty Szumańskiej ukazywały się m.in. na łamach wrocławskiej „Obecności”.
W 1977 otrzymała nagrodę miasta Wrocławia, a w 1999 – nagrodę prezydenta Wrocławia.
W 2007 odmówiła złożenia oświadczenia lustracyjnego; w oświadczeniu przesłanym redakcjom prasowym napisała: „Chcę się w ten sposób pożegnać z moimi słuchaczami, ponieważ nie podpisałam pisemka, które należało podpisać, aby udowodnić, że się nie jest wielbłądzicą”.
Zmarła 17 maja 2011 we Wrocławiu wskutek rozległego wylewu.
Została pochowana na cmentarzu Świętego Ducha przy ul. Bardzkiej.

## Życie prywatne
Była żoną Zbigniewa Szmorlińskiego, inżyniera, wykładowcy Politechniki Wrocławskiej. Od 1947 roku mieszkała we Wrocławiu.

## Upamiętnienie
Od 2018 roku jest patronką skweru na wrocławskich Krzykach.

## Twórczość
- Eglantyna (słuchowisko radiowe, 1948), debiut literacki
- Tor przeszkód (wodewil sportowy w trzech aktach; wespół ze Stefanem Łosiem; uwagi inscenizacyjne Stanisław Bugajski; „Czytelnik” 1953); debiut sceniczny
- Ślady na oceanie (reportaże; „Czytelnik” 1963; seria: „Z żaglem”); debiut książkowy
- Przygoda w Lagos (powieść; Wydawnictwo Morskie 1964, 1970)
- Czekanie na pilota (powieść; „Czytelnik” 1966)
- Blizna (powieść; „Czytelnik” 1969)
- „Santa Maria” (powieść; „Czytelnik” 1971)
- Kołysanie (Wydawnictwo Morskie 1972)
- Prędzej (opowiadania; „Czytelnik” 1972)
- Inny rytm (reportaże; Wydawnictwo Morskie 1974)
- Camping (powieść; „Czytelnik” 1977)
- Miłość w odcieniu ochry (powieść; „Czytelnik” 1979)
- Tunes, Tunes (reportaże; Iskry 1979, ISBN 83-207-0097-3; seria: „Naokoło świata”)
- Moi przyjaciele Latynosi (reportaże; Iskry 1981, ISBN 83-207-0323-9; seria: „Naokoło świata”)
- Bizary (szkice; S.I.W. „Znak” 1987, ISBN 83-7006-059-5)
- Pięć lat (felietony; II obieg wydawniczy; Niezależna Oficyna Wydawnicza NOWA 1989)
- Trasy. Półprzewodnik turystyczny (S.I.W. „Znak” 1989, ISBN 83-7006-149-4)
- Obecność (szkice wspomnieniowe; S.I.W. „Znak” 1992, ISBN 83-7006-480-9)
- Skrwawione wzgórza Afryki. Opowieść o Burundi i Ruandzie (reportaże; S.I.W. „Znak” 1996, ISBN 83-7006-515-5)